# Wiener Werkstätte
Wiener Werkstätte (Produktiv-Gemeinschaft von Kunsthandwerkern, pol. Spółdzielnia Produkcyjna Rzemieślników Artystycznych, skr. Warsztaty Wiedeńskie) – pracownia rzemieślnicza, założona w 1903 roku przez Josefa Hoffmana oraz Kolomana Mosera. Inspirowana Secesją Wiedeńską, oraz brytyjskim nurtem Arts & Crafts, szczególnie Guild and School of Handicraft Charlesa Ashbee. Głównym założeniem Warsztatów było równe traktowanie rzemieślnika i projektanta, którzy wspólnie mieli sygnować ukończony produkt. 
Po roku 1905 styl Wiener Werkstätte wyparł secesję i stał się głównym nurtem ówczesnego Wiednia. Charakteryzował się on prostymi formami i kunsztowną konstrukcją. Jednak po 1915 gusta klientów wymusiły intensywniejsze zdobnictwo. Początkowe założenia Wiener Werkstätte zakładały produkcję prostych i dostępnych dla każdego produktów do domu, jednak szybko porzucono tę wizję i w rezultacie pracownie wytwarzały jedynie modne dekoracje dla zamożnych.

## Główni przedstawiciele
- Josef Hoffmann
- Koloman Moser